# Sardinella sindensis
Sardinella sindensis är en fiskart som först beskrevs av Day, 1878.  Sardinella sindensis ingår i släktet Sardinella och familjen sillfiskar. Inga underarter finns listade i Catalogue of Life.